# Domoșu
Domoșu (węg. Kalotadámos) – wieś w Rumunii, w okręgu Kluż, w gminie Sâncraiu. W 2011 roku liczyła 196 mieszkańców.